# S.O.S. (dokumentarfilm)
|  | Denne artikel er oprettet af botten Steenthbot ud fra en ekstern database. Den kan derfor have sproglige fejl eller mangler. Denne skabelon kan fjernes efter kontrol af indholdet. |

 For alternative betydninger, se S.O.S. (flertydig). (Se også artikler, som begynder med S.O.S.)
S.O.S. er en dansk dokumentarfilm fra 1992 instrueret af Ulla Christina Hansen efter eget manuskript.

## Handling
Denne musikvideo fortæller i korte træk om Master Fatmans fantastiske liv fra fødsel til nu.